# Los Ahogados
Los Ahogados és una entitat de població de l'Uruguai, ubicada al centre del departament de Flores.
Es troba a 114 metres sobre el nivell del mar. Té una població aproximada de 500 habitants.